# Staticobium loochooense
Staticobium loochooense är en insektsart. Staticobium loochooense ingår i släktet Staticobium och familjen långrörsbladlöss. Inga underarter finns listade i Catalogue of Life.